# DJ HOKUTO
DJ HOKUTO（本名：大野 北斗、1979年3月14日 - ）は都内をはじめ日本全国から、LA、NY、アジア各国、ヨーロッパなど海外のクラブシーンで活動しているDJである。10年来の盟友であるSPHERE of INFLUENCEとSORATO（RIZEのJESSE）によるHIPHOPユニット「GICODE」（ジーアイコード）のオフィシャルDJ／トラックメイカーや、「YAMATO BEATS PRODUCTION」の音楽プロデューサーとしても活動中。

## 来歴・人物
- 13歳の頃父親から譲り受けたレコードプレーヤーをきっかけにアナログ盤を集め始め、15歳の頃映画「JUICE」（Juice）にてDJという存在を知りDJを始める。
- 宇治田みのるに師事し、19歳の時にストリート雑誌Fineの「Fine Night全国ツアー」のツアーDJに抜擢され一気に注目を浴びることになる。また現在も雑誌Fineに連載コラムも掲載されている。
- 2003年から、日本で唯一のDJ MIX SHOWのラジオ番組「InterFM」の「JOINT ONE RADIO SHOW」にて最年少ながら毎週木曜日に2時間の番組のMIXを、番組終了の2007年までの4年間担当した。
- 世界的に有名なLAを代表するクラブ「CENTURY CLUB」や、毎年3000人以上の集客を集めるアジア系最大イベント「TOKYO NIGHT」でもPLAYし、本場アメリカのパーティーでも多大な評価を得ている。
- 2008年、ビールメーカー「Heineken」がスポンサーとなり台湾全土を3ヶ月かけて行なう「Heineken Taiwan Club Tour」のツアーDJに抜擢される。
- 専門学校「東京ビジュアルアーツ／DJ科」の講師を務めていた。
- ハワイのラジオステーション「FM102.7BOMB」の週末のMIXSHOWを担当。
- 2010年、有明コロシアムにて開催された格闘技フェスティバル「戦極Soul of Fight」にDJとして音楽面をサポート。
- 2011年、初のヨーロッパツアーを行う。またヨーロッパの一流DJが定期的にコラボレートして発表するMIXシリーズ「NETWORKS」にアジア人として初めて抜擢される。

## ディスコグラフィー

### シングル
- 「GIFT」RIDGE RHYMER (DAIKI SOUND)

### アルバム
- 「AFTER SCHOOL HIP&HOP」V.A (DISCUS)
- 「@LAS 0007」V.A (DAIKI SOUND)
- 「DJ YUTAKA Presents SAVE THE JAPANESE CHILDREN」V.A (SHOGUNATE ENTERTAINMENT)
- 「PARTY FO' SHO＜ROCK DA PARTY＞」mixed by DJ HOKUTO (BMG

JAPAN)
- 「PARTY FO' SHO＜AFTER THE PARTY＞」mixed by DJ HOKUTO (BMG

JAPAN)
- 「PARTY FO' SHO＜LOUNGIN'＞」mixed by DJ HOKUTO (BMG

JAPAN)
- 「MAGNUM presents BURN UP!」mixed by DJ HOKUTO (BMG

JAPAN)
- 「MELLOW CRUSIN'」mixed by DJ HOKUTO (Farm Records)
- 「MELLOW GROOVIN'」mixed by DJ HOKUTO (Farm Records)
- 「SP＆ST」GICODE (Far Eastern Tribe Records)
- 「Lovers Flavor -Sunset Cruisin」(Farm Records)
- 「Fine presents THE HOT -Summer Carnival-」mixed by DJ HOKUTO (ユニバーサル インターナショナル)
- 「Fine presents THE HOT -Summer Sunset-」mixed by DJ HOKUTO (ビクターエンタテインメント)

### DVD
- 「How To Scratch Live -応用編-」(dj honda RECORDING)